# استلا فارنتینو
استلا فارنتینو (انگلیسی: Stella Farentino؛ زاده ۱۶ فوریهٔ ۱۹۶۲) یک بازیگر زن اهل ایالات متحده آمریکا است.